# José Issa
José Issa Chiade (Cochabamba, 28 de mayo de 1942) es un exfutbolista boliviano que jugaba como guardameta. Considerado como uno de los mejores porteros de su país.

## Selección nacional

### Participaciones en competiciones internacionales
| Copa                         | Sede    | Resultado | PJ | G |
| ---------------------------- | ------- | --------- | -- | - |
| Campeonato Sudamericano 1967 | Uruguay | 6.°       | 4  | 0 |

## Clubes
| Club              | País    | Año       |
| ----------------- | ------- | --------- |
| Aurora            | Bolivia | 1957-1972 |
| Jorge Wilstermann | Bolivia | 1973-1984 |

## Palmarés

### Títulos nacionales
| Título           | Club              | Año  |
| ---------------- | ----------------- | ---- |
| Primera División | Aurora            | 1963 |
| Primera División | Jorge Wilstermann | 1973 |
| Primera División | Jorge Wilstermann | 1980 |
| Primera División | Jorge Wilstermann | 1981 |